# William Saltren Willet
William Saltern Willett est un officier de la Royal Navy. Il prend part à la bataille des Cardinaux le 20 novembre 1759.

## Biographie
William Saltern Willett est nommé lieutenant le 23 juillet 1741.
Il est ensuite capitaine de plusieurs navires ; le HMS Kingfisher en décembre 1745, le HMS Garland en septembre 1748, le HMS Augusta (en) en 1754, le HMS Chichester en juin 1756 avec lequel il participe à la bataille des Cardinaux, le HMS Warspite en 1761, le HMS Crescent en mai 1762 et le HMS Ramillies (en) de 1765 à 1767.